# Ehrenreich Hannibal
Ehrenreich Hannibal, född 9 april 1678 i Stockholm, död 13 mars 1741 
    i Tyskland, var en svensk medalj- och myntgravör.
Han var son till konstnären Martin Hannibal och Christina Lenten, gift med Anna Maria Hallinger samt far till gravören Martin Konrad Hannibal. Han utbildades i teckning av sin far genom att han fick studera och kopiera faderns och Nikodemus Tessins samlingar av teckningar från italienska och franska konstverk. Det är inte helt klarlagt om han studerade gravyrteknik för Arvid Karlsteen men mycket av Hannibals arbeten bär spår av Karlsteen. Han gav sig efter den grundläggande utbildningen ut på en studieresa 1704 där slutmålet var satt till Italien och Frankrike. Han kom dock inte längre än till Berlin där han kom i kontakt med den konstnärskrets som arbetade vid slottsbygget 1705. Därefter for han till Hannover där han anställdes som medaljör i kurfurstens tjänst med en årlig lön om 400 riksdaler. Han blev gravör vid myntverkstaden i Clausthal 1715. Förutom mynt utförde han ett 35-tal medaljer över olika landsherrar och kurfurstar samt kungarna Georg I och Georg II med hans gemål. Bland Hannibals bästa arbeten räknad medaljen över Georg Wilhelms av Braunschweig-Lüneburg som han utförde 1699. Det är känt att Hannibal i motsats till många andra medaljgravörer själv tecknade medaljernas förlagor.   
Hannibal finns representerad vid bland annat British Museum, Herzog Anton Ulrich-Museum Braunschweig,  Teylers Museum och Hunterian Art Gallery Medal Collection.